# Steeve Briois

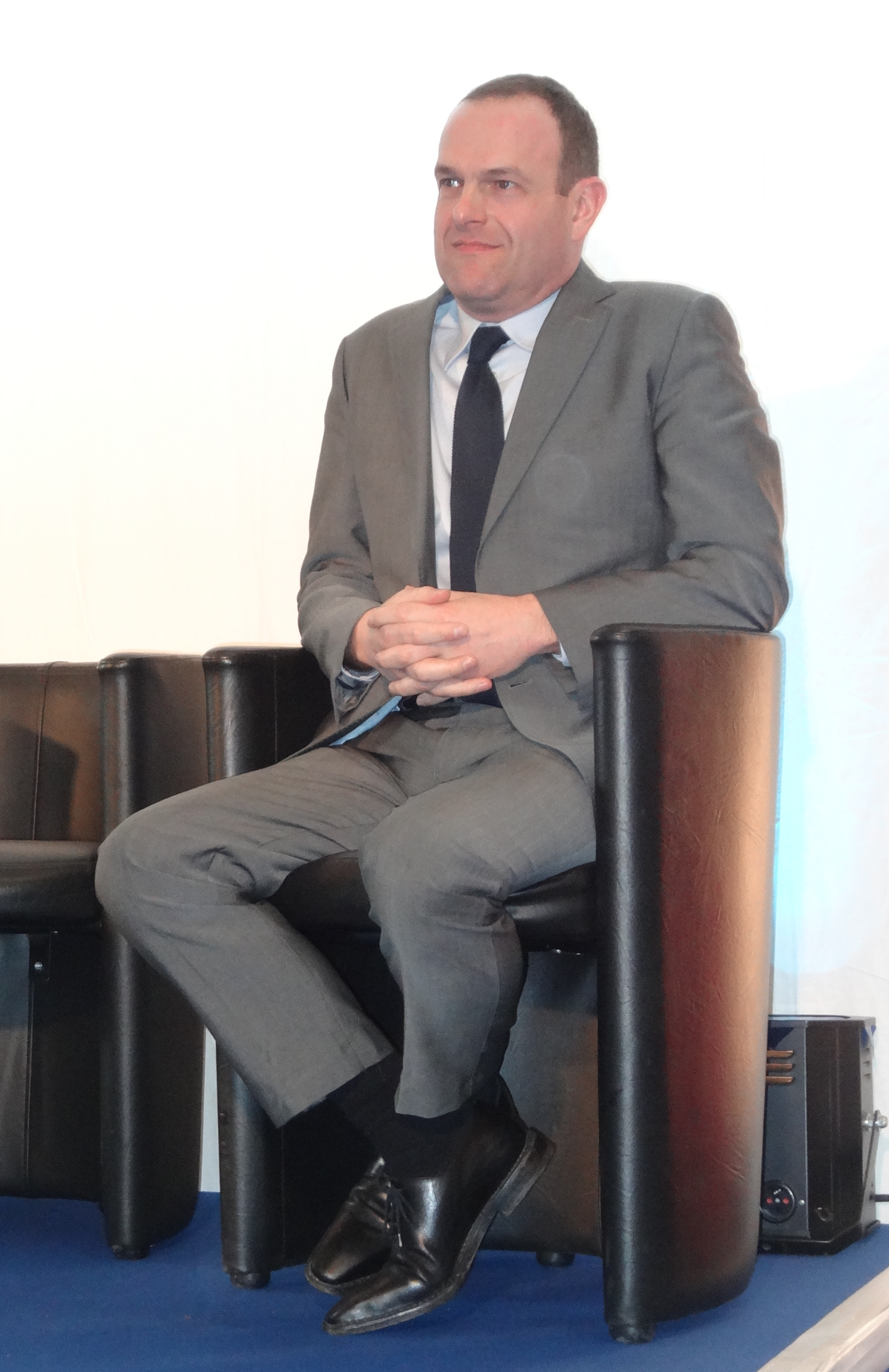
Steeve Briois (2014)

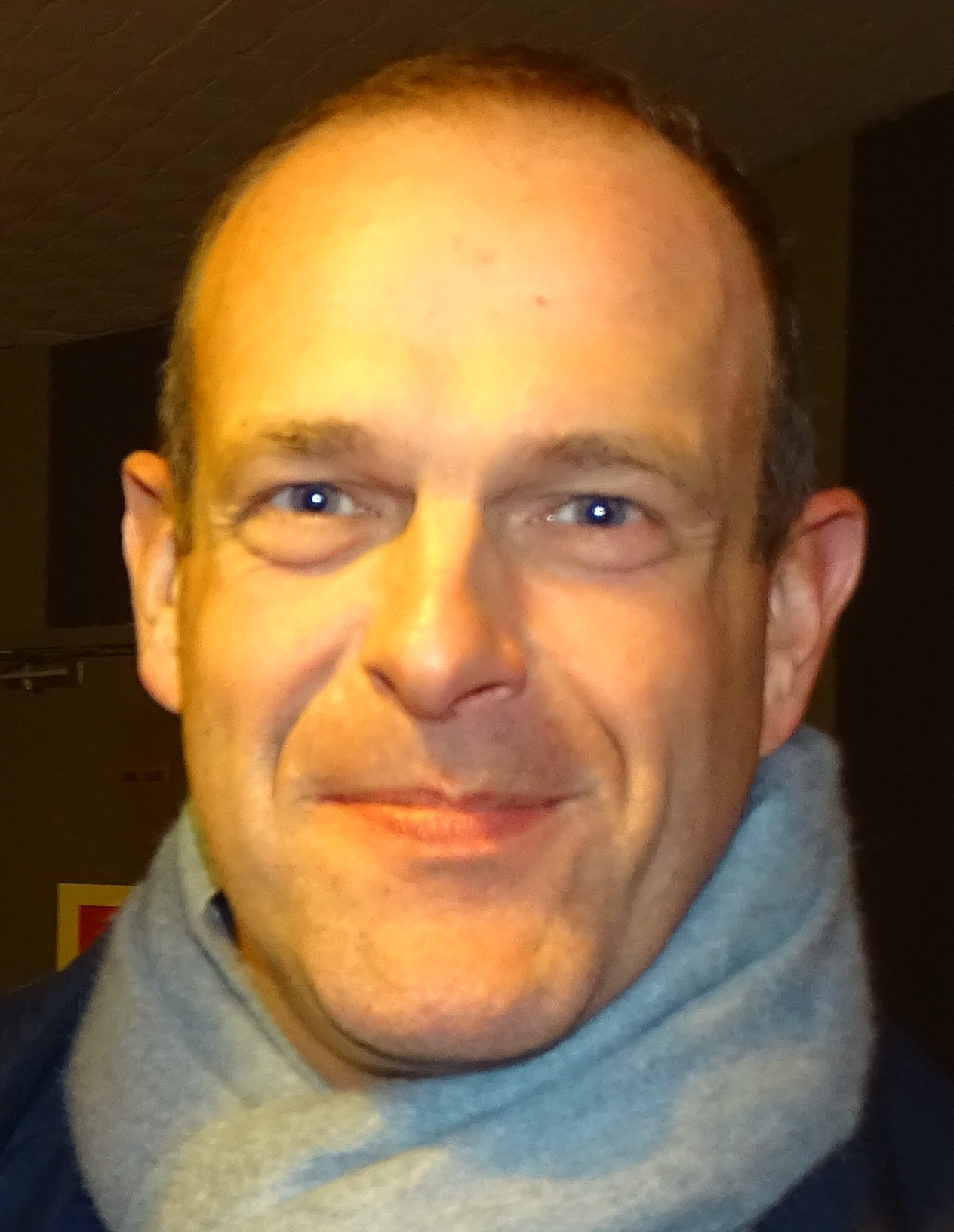
Steeve Briois (2015)

Steeve Briois (* 28. November 1972 in Seclin) ist ein französischer Politiker des extrem rechten Rassemblement National, ehemals Front National (FN), und enger Vertrauter von Marine Le Pen. Er ist seit 2014 Bürgermeister der Stadt Hénin-Beaumont und Mitglied des Europäischen Parlaments (MdEP).

## Leben und politische Karriere
Briois wuchs im Norden Frankreichs auf und entstammt einer Familie, die in früheren Zeiten vom in der Region sehr verbreiteten Bergbau lebte. Er besuchte in Hénin-Beaumont das örtliche Gymnasium. Von 1990 bis 1992 studierte er an einer Fachhochschule das Fach Handel und schloss mit einem BTS-Fachdiplom, dem sogenannten Brevet de technicien supérieur (BTS), ab. Im Anschluss arbeitete er bis 1997 im Handel.
Gerade sechzehnjährig trat er 1988 der als rechtsextrem geltenden Partei Front National bei – in dem Jahr, in dem der Gründer des Front National und Wahlkandidat selbiger Partei Jean-Marie Le Pen bei der Präsidentschaftswahl in Frankreich 14 Prozent der Stimmen erhielt. Briois war ein Anhänger radikalen Gedankenguts und setzte sich unter anderem für eine Wiedereinführung der Todesstrafe ein. 1995 schaffte der damals 22-Jährige den Einzug in den Gemeinderat von Hénin-Beaumont, ehe er 1998 zudem in den Regionalrat der Region Nord-Pas-de-Calais gewählt wurde. In seinen Ämtern wurde er mehrfach durch die Wähler bestätigt. Als er 2014 zum Bürgermeister von Hénin-Beaumont gewählt wurde, gab er sein Gemeinderatsmandat nach 16 Amtsjahren ab.
Bei den Kommunalwahlen 2009 bewarb er sich um das Amt des Bürgermeisters von Hénin-Beaumont, kam in die zweite Wahlrunde und scheiterte in dieser mit 47,62 Prozent der Stimmen nur knapp. 2011 erhielt er ein innerparteiliches Spitzenamt, als er zum Generalsekretär seiner Partei gewählt wurde. Er gab an, bis zum 30. Juni 2014 zwischen 1.000 und 5.000 Euro monatlich für seine Tätigkeit als Generalsekretär des FN erhalten zu haben. Ende 2013 wurde er in einem Buch Le Front national des villes et le Front national des champs von Octave Nitkowski als homosexuell bezeichnet. Sein gerichtlicher Versuch, das Erscheinen des Buchs zu verhindern, blieb erfolglos. Bezüglich der Eheschließung zwischen Homosexuellen vertritt er eine von der Parteimeinung abweichende Haltung und befürwortet diese. Im Frühjahr 2014 kandidierte er ein weiteres Mal für das Bürgermeisteramt von Hénin-Beaumont. Seine Kandidatur erhielt besondere Unterstützung der Parteichefin Marine Le Pen, die in der nordfranzösischen Kleinstadt selbst ihre Stimme abgab. Briois erhielt in der ersten Runde 50,26 Prozent der Stimmen und war somit der erste FN-Politiker, der den Chefposten im Rathaus einer Kommune mit mehr als 10.000 Einwohnern bereits im ersten Wahlgang erobern konnte.
Bei der Europawahl 2014 wurde Briois ins Europäische Parlament gewählt. Seit dem 1. Juli 2014 ist Briois ordentliches Mitglied im Ausschuss für regionale Entwicklung (REGI) – seit dem 14. Juli des gleichen Jahres ebenfalls in der Delegation für Beziehungen zu Kanada (D-CA). Bis zu seinem Eintritt in die Fraktion Europa der Nationen und der Freiheit am 15. Juni 2015 war er fraktionsloses Mitglied im Europäischen Parlament. Vom 10. September 2014 bis zu seinem Fraktionsbeitritt war er stellvertretendes Mitglied der Delegation in der Parlamentarischen Versammlung der Union für den Mittelmeerraum und der Delegation für die Beziehungen zu den Maghreb-Ländern und der Union des Arabischen Maghreb.
Von Ende April bis Mitte Mai 2017 war er zudem kommissarischer Vorsitzender des FN; er vertrat damit vorübergehend Marine Le Pen während ihrer erfolglosen Präsidentschaftskandidatur.

## Ehrungen und Kontroversen
Am 27. Januar 2015 erhielt er von Le Trombinoscope, einem französischen Biographie-Nachschlagewerk, den Preis Élu local de l’année 2014 (deutsch in etwa Gemeinderat des Jahres 2014) verliehen.
Steeve Briois wurde wegen eines von ihm im November 2016 veröffentlichten Beitrages auf Twitter wegen Anstiftung zum Rassenhass verklagt; die diesbezügliche Gerichtsverhandlung fand im November 2017 statt. Zudem lief ein Ermittlungsverfahren gegen ihn wegen herablassender Hetzreden gegen einen politischen Rivalen. Eine Strafkammer (französisch Tribunal correctionel) in Paris entließ ihn und urteilte am 9. November 2017, dass der Abgeordnete durch seine parlamentarische Immunität geschützt sei.